# Burkism
Burkism eller metalloterapi var en av parisläkaren Victor Burq (1823–1884) initierad behandlingsmetod för förlamningar, kontrakturer, känslolöshet med mera hos nervsjuka, särskilt hysteriska patienter.
Metoden bestod av påläggande av olika genom utprobering, så kallad "metalloskopi" bestämda metaller, vilka även ansågs verksamma vid invärtes bruk. Metoden anses numera endast ha placeboeffekt och är inte längre i bruk.